# Acanthispa leseleuei
Acanthispa leseleuei es un coleóptero de la familia Chrysomelidae. Fue descrita en 1844 por Félix Édouard Guérin-Méneville.